# Buraq

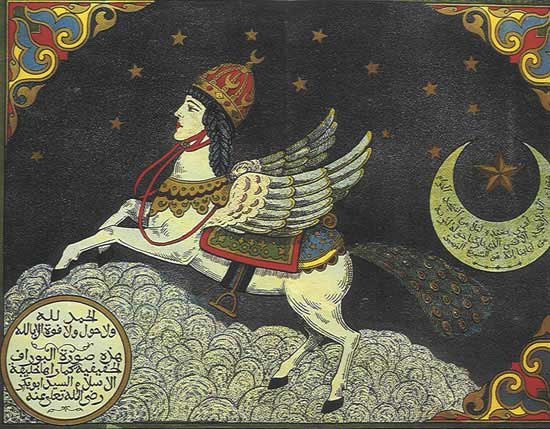
Mogolse afbeelding uit de 17e eeuw van Buraq

Buraq of Burak (Arabisch: البُراق; al-Buraaq) is het bovennatuurlijk dier dat Mohammed in één nacht van Mekka naar Jeruzalem en de Hemel vloog, de zogenaamde Nachtreis. Soera De Nachtreis maakt toespelingen op deze reizen, maar de Koran noemt het dier Buraq niet.

## Het verhaal
Op een nacht verscheen Djibriel (Gabriel) aan Mohammed. Mohammed mocht in die nacht Buraq bestijgen om zo met Gabriel naar Jeruzalem te gaan. Daar aangekomen bond Mohammed Buraq met een touw vast aan een ring in de Westmuur. Na een gezamenlijke salat te hebben verricht met enkele profeten, besteeg Mohammed het dier weer en steeg op ten Hemel, alwaar hij door zeven Hemelen reisde.
Veelal wordt de Nachtreis van Mohammed als symbolisch gezien en zou hij de reis niet fysiek, maar geestelijk hebben gemaakt, zoals ook Aïsha eens gezegd zou hebben.

## Uiterlijk
Een Hadith beschrijft Buraq als volgt: ... een wit en lang dier, groter dan een ezel, maar kleiner dan een muilezel, dat zijn hoeven met een afstand gelijk aan het gezichtsveld verplaatste.
In literatuur en kunst wordt Buraq vaak voorgesteld als een dier met het gezicht van een vrouw, of een schepsel dat deels adelaar en deels paard is. Er wordt ook gezegd dat Buraq een staart had van een os, dat zijn manen uit parels gemaakt waren en zijn oren uit smaragd. Verder glinsterden zijn ogen als de planeet Venus en tussen zijn ogen stond Er is geen andere god dan Allah en Mohammed is de Gezant van Allah. Daarnaast zou het ook verstandelijke vermogens hebben gehad. Ook zou het dier alleen door profeten bereden zijn.

## Wetenswaardigheden
- De Westmuur in Jeruzalem wordt door moslims ook wel de Al-Buraqmuur genoemd
- Een Libische luchtvaartmaatschappij heet Air Buraq, een Indonesische maatschappij Boeraq Airlines
- Door de rijke beschrijvingen van Buraq wordt soms een vergelijking getrokken met het gevleugde paard uit de klassieke oudheid, Pegasus.
- In niet-islamitische kringen wordt ook wel gesproken over Buraq, het paard van Mohammed.
- De Marokkaanse hogesnelheidstrein wordt Al-Boraq genoemd.